# Newton (komputer)

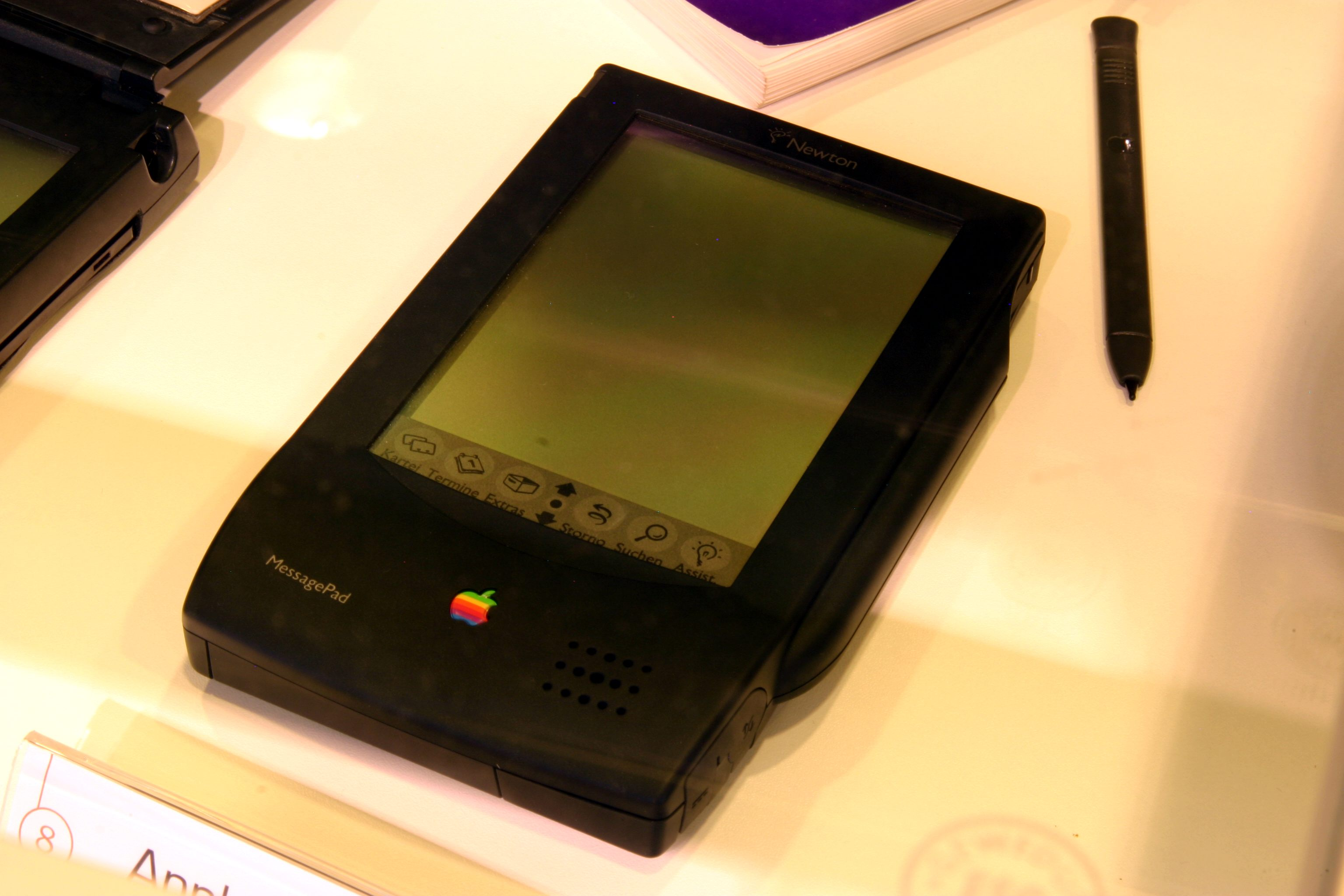
Apple Newton MessagePad

Newton Message Pad – jeden z pierwszych komputerów typu PDA oraz pierwszy taki komputer produkowany przez firmę Apple Computer (obecnie Apple Inc.). Był sprzedawany w latach 1993–1998. Nazwa „Newton” nawiązuje do osoby sir Isaaca Newtona.
Apple Newton był wielkości kasety VHS – 11,4 x 18,4 cm, ważył niecałe pół kilograma. Zastosowano w nim system operacyjny Newton OS, który został przystosowany do operowania za pomocą rysika i ekranu dotykowego. Od sierpnia 1993 r. do lutego 1998 r. pojawiło się 7 modeli Apple Newton, a od marca 1997 r. do lutego 1998 r. w sprzedaży był eMate 300, który swoją formą odbiegał od pozostałych modeli Newtona, bardziej przypominając małego laptopa.
Wbrew oczekiwaniom Apple Computer, seria Newton nigdy nie odniosła przewidywanego sukcesu rynkowego, ze względu na duże rozmiary urządzeń oraz ich wysoką cenę, sięgającą $1000.

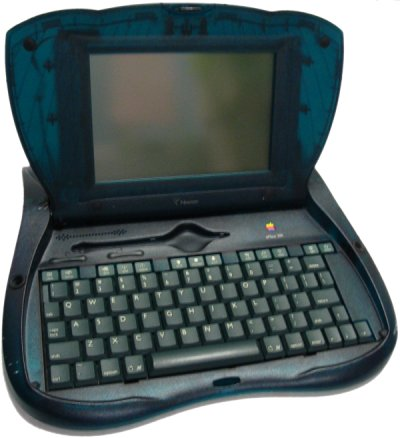
eMate 300

## Możliwości
- rozpoznawania pisma wprowadzanego za pomocą rysika (język angielski – słownik 95.000 słów)
- dodawania słów do słownika
- wyświetlania na wyświetlaczu czterech typów klawiatur
- rozpoznawania obiektów graficznych
- podłączenia do Internetu przez modem lub sieć LAN (opcja)
- obsługi poczty elektronicznej
- wysyłania i odbierania faksów (obsługa standardu Group 3 i Class II)
- przesyłania danych za pomocą portu podczerwieni (konfiguralnie)
- wymiany danych z komputerami Macintosh (min. 68030 i system Mac OS 7.1)
- wymiany danych z platformą Windows (min. 486 i Windows 3.1)
- obsługi drukarek firmy Apple i HP

## Specyfikacja poszczególnych modeli
| Model           | Procesor                  | Pamięć             | Wyświetlacz                                            | Wersja Newton OS | Porty                                                                                 | Karta Pamięci             | Zasilanie                                    | Masa i Wymiary                     | Zaprezentowany                                | Wycofany      |
| --------------- | ------------------------- | ------------------ | ------------------------------------------------------ | ---------------- | ------------------------------------------------------------------------------------- | ------------------------- | -------------------------------------------- | ---------------------------------- | --------------------------------------------- | ------------- |
| OMP             | ARM 610 (20MHz)           | 4MB ROM, 640KB RAM | 336 x 240 (biało-czarny)                               | 1.0 - 1.1        | RS422 & SHARP ASK Infrared                                                            | 1 PCMCIA-slot II          | 4 AAA lub akumulator NiCd                    | 0.41kg, 18.42cm x 11.43cm x 1.91cm | Sierpień 1993                                 | Marzec 1994   |
| MessagePad 100  | ARM 610 (20MHz)           | 4MB ROM, 640KB RAM | 336 x 240 (biało-czarny)                               | 1.2 - 1.3        | RS422 & SHARP ASK Infrared                                                            | 1 PCMCIA-slot II          | 4 AAA lub akumulator NiCd                    | 0.41kg, 18.42cm x 11.43cm x 1.91cm | Marzec 1994                                   | Kwiecień 1995 |
| MessagePad 110  | ARM 610 (20MHz)           | 4MB ROM, 1MB RAM   | 320 x 240 (biało-czarny)                               | 1.3              | RS422 & SHARP ASK Infrared                                                            | 1 PCMCIA-slot II          | 4 AA lub akumulator NiCd                     | 0.45kg, 20.32cm x 10.16cm x 3cm    | Marzec 1994                                   | Kwiecień 1995 |
| MessagePad 120  | ARM 610 (20MHz)           | 4MB ROM, 1-2MB RAM | 320 x 240 (biało-czarny)                               | 1.3 - 2.0        | RS422 & SHARP ASK Infrared                                                            | 1 PCMCIA-slot II          | 4 AA lub akumulator NiCd                     | 0.45kg, 20.32cm x 10.16cm x 3cm    | Październik 1994 (Niemcy), Styczeń 1995 (USA) | Czerwiec 1996 |
| MessagePad 130  | ARM 610 (20MHz)           | 4MB ROM, 2.5MB RAM | 320 x 240 z podświetleniem                             | 2.0              | RS-232 & SHARP ASK Infrared                                                           | 1 PCMCIA-slot II          | 4 AA lub akumulator NiCd                     | 0.45kg, 20.32cm x 10.16cm x 3cm    | Marzec 1996                                   | Kwiecień 1997 |
| MessagePad 2000 | StrongARM SA-110 (162MHz) | 8MB ROM, 5MB RAM   | 480 x 320 16-stopniowa skala szarości z podświetleniem | 2.1              | Dual-mode IR; IrDA & SHARP ASK Infrared, LocalTalk, Audio I/O, Autodock, Phone I/O    | 2 PCMCIA-slot II, 3.3v 5v | 4 AA lub akumulator NiMH                     | 0.64kg, 21.1cm x 11.94cm x 2.79cm  | Marzec 1997                                   | Luty 1998     |
| MessagePad 2100 | StrongARM SA-110 (162MHz) | 8MB ROM, 8MB RAM   | 480 x 320 16-stopniowa skala szarości z podświetleniem | 2.1              | Dual-mode IR; IrDA & SHARP ASK Infrared, LocalTalk, Audio I/O, Autodock, Phone I/O    | 2 PCMCIA-slot II, 3.3v 5v | 4 AA lub akumulator NiMH                     | 0.64kg, 21.1cm x 11.94cm x 2.79cm  | Listopad 1997                                 | Luty 1998     |
| eMate 300       | ARM 710a (25MHz)          | 8MB ROM, 3MB RAM   | 480 x 320 16-stopniowa skala szarości z podświetleniem | 2.1 (2.2)        | IrDA, port do słuchawek, Interconnect port, LocalTalk, Audio I/O, Autodock, Phone I/O | 1 PCMCIA-slot I/II/III    | akumulator NiMH lub zewnętrzna dostawa prądu | 1.81kg, 30.5cm x 29cm x 5.33cm     | Marzec 1997                                   | Luty 1998     |

## Obecność w kulturze masowej
- W filmie „Liberator 2” Casey Ryback – bohater grany przez Stevena Seagala użył Newtona do wysłania faksu z wezwaniem pomocy używając telefonu zainstalowanego w pociągu zajętym przez terrorystów.
- We wczesnych odcinkach serialu „Z Archiwum X” agenci FBI używali Newtonów.
- W końcowej scenie gry „Leisure Suit Larry 6: Shape Up or Slip Out!” kobieta mówi: „Miałam nawet kiedyś Newtona”
- Bohaterka filmu „Hakerzy" odtwarzana przez Angelinę Jolie była właścicielką MessagePada
- Dennis Nedry w Filmie „Park Jurajski” miał Newtona na swoim biurku
- Zmodyfikowany eMate 300 pojawił się w filmie „Batman i Robin”
- W filmie „Anioły na Boisku” osobisty asystent trenera kilkakrotnie używa Newtona
- W odcinku serialu animowanego „Simpsonowie” pt. „Lisa on Ice" zawarto żart dotyczący pomyłek jakie zdarzały się podczas rozpoznawania pisma. Szkolny chuligan Kearny kazał swojemu koledze Dolphowi zapisać w Newtonie notatkę o treści „Beat up Martin” co urządzenie zinterpretowało jako „Eat up Martha”, po czym zdenerwowany Kearny rzucił PDA w stronę Martina.